# Reichenbach, Saale-Holzland
Reichenbach là một đô thị thuộc huyện Saale-Holzland, trong bang Thüringen, Đức. Đô thị Reichenbach, Saale-Holzland có diện tích 4,8 km².